# ليلى بنت المدارس (فلم)
ليلى بنت مدارس هو فيلم موسيقي درامي مصري تم إنتاجه عام 1941، من إخراج توجو مزراحي و بطولة يوسف وهبي وليلى مراد.

## قصة الفيلم
ليلى (ليلى مراد) توفى والداها في حادث وهي صغيرة، فتعهد ابن عمها يوسف (يوسف وهبي) برعايتها، وأودعها مدرسة داخلية بالإسكندرية تحت رعاية صديقه المحامي عبد الله (زكي إبراهيم) مع تحمله لكل المصاريف. كان يوسف مؤلفا للكتب والروايات، ويعيش مع أخيه الأكبرشفيق (بشارة واكيم)، وقد تعرض لمحنة خيانة حبيبته زاهية له، مما أثر على حياته، فهجر الناس ومنع دخول أي أنثى لمنزله لمدة 10 سنوات حتى كبرت ليلى وأنهت مرحلتها الدراسية وعادت من الإسكندرية لتعيش مع يوسف وشفيق أبناء عمها، فأحدثت تغيرا جذريا بالمنزل، وفتحت النوافذ، وأضفت جوا من المرح والبهجة، وأقنعت يوسف بنسيان الماضي والتطلع للمستقبل، فالحياة أمامه، فخلع نظارته، وحلق شاربه واستعد لتعويض مافاته، أقامت ليلى حفل بالمنزل دعت له صديقاتها، وقام شفيق الفلاتى بدعوة صديقاته، ومنهم الفتاة اللعوب أمينة (ميمي شكيب) التي ألقت بشباكها حول يوسف مدعية حبها للقراءة والأدب، وبدت له فتاة ناضجة هادئة، فوقع ببراثنها، وتزوجها وترك ليلى التي صنعته من جديد. بعد الزواج ظهرت أمينه على حقيقتها، شابة تدعي العصرية، تسهر يوميا مع أصدقائها وتتناول طعامها خارج المنزل، أكثر من داخله، وترافق الشاب الفاسد أخلاقيا حسني (محسن سرحان) وتخون زوجها، حتى تنبهت ليلى لخيانتها، فحاولت نصحها، حتى تجنب ابن عمها صدمة جديدة. لم يستطع يوسف مجاراة امينة في اندفاعها وشبابها، وشعر انه أخطأ في الاختيار، وان ليلى كانت الأحق، ولكن فات الآوان. أرسل حسني خطابا إلى أمينة لتقابله في عنوانه الجديد، ولم يكن الخطاب معنون باسم، فلما سقط من امينة وعثر عليه يوسف ظن على الفور انها زوجته امينة، فلما توجه للعنوان لضبطها، سبقته ليلى لتنبه امينة، التي هربت قبل وصول يوسف، ووجد بدلا منها ليلى، التي ظن فيها المجون مع هذا الشاب، فطردها من منزله. تنبه شفيق للحقيقة، فراقب امينة حتى إلتقت بحسني، فأرسل خطابا من مجهول لأخيه ينبهه، فذهب يوسف لضبط زوجته، التي ي حاولت الهرب فسقطت من البلكون، وقبل موتها اعترفت ببراءة ليلى، فحاول يوسف الانتقام من العشيق، الذي أصاب يوسف بالرصاص، لكن يوسف خنقه، واصيب بلوثة عقلية، أودع بسببها المستشفى وبعد شفاءه، كان قد فقد الذاكرة مؤقتا، ولكن ليلى وقفت بجوار ابن عمها حتى استرد ذاكرته وعافيته وثقته بنفسه وتزوج من ابنة عمه ليلى.

## فريق العمل
إخراج: توجو مزراحي
تأليف:
- يوسف وهبي (قصة وحوار)
- توجو مزراحي (سيناريو)

إنتاج: شركة الأفلام المصرية
بطولة:
- يوسف وهبي (يوسف)
- ليلى مراد (ليلى)
- ميمي شكيب (أمينة)
- محسن سرحان (حسني)
- بشارة واكيم (شفيق)
- زكي إبراهيم

## أغاني الفيلم
كلمات: بديع خيري، أحمد رامي.
ألحان: محمد القصبجي، زكريا أحمد، رياض السنباطي.

## روابط خارجية
- ليلى بنت المدارس على موقع IMDb (الإنجليزية)
- ليلى بنت المدارس على موقع قاعدة بيانات الأفلام العربية
- ليلى بنت المدارس على موقع قاعدة بيانات الفيلم (الإنجليزية)